# Hernaldo Pinto Farias
Hernaldo Pinto Farias SSS (ur. 24 czerwca 1964 w Vitória da Conquista) – brazylijski duchowny katolicki, biskup Bonfim od 2019.

## Życiorys
18 lipca 1992 otrzymał święcenia kapłańskie w Zgromadzeniu Najśw. Sakramentu. Pracował głównie w zakonnych parafiach, był także m.in. ekonomem, radnym i przełożonym prowincji zakonnej, dyrektorem centrum liturgicznego w São Paulo oraz członkiem rady finansowej przy kurii generalnej zakonu.
17 lipca 2019 papież Franciszek mianował go biskupem diecezji Bonfim. Sakry udzielił mu 15 września 2019 arcybiskup Walmor Oliveira de Azevedo.